# Ingo Freyer
Pour les articles homonymes, voir Freyer.
Ingo Freyer, né le 7 février 1971 à Wedel, en République fédérale d'Allemagne, est un joueur et entraîneur de basket-ball allemand. Il évolue au poste d'arrière.

## Palmarès
- Coupe Korać 1995